# Rosapha flagellicornis
Rosapha flagellicornis är en tvåvingeart som beskrevs av Günther Enderlein 1914. Rosapha flagellicornis ingår i släktet Rosapha och familjen vapenflugor. Inga underarter finns listade i Catalogue of Life.